# Ken Jenkins
Ken Jenkins (Dayton, 28 agosto 1940) è un attore statunitense, conosciuto specialmente per il ruolo del dottor Bob Kelso nella sitcom Scrubs - Medici ai primi ferri.

## Biografia
Apparso in svariate serie televisive, tra cui un episodio dell'ottava stagione di X-Files. Nella serie Cougar Town recita il ruolo di Chick, padre di Jules (Courtney Cox Arquette), è noto anche per la sua carriera da attore teatrale. Appare anche nei film The Abyss, Clockstoppers, Fuori in 60 secondi, Mi chiamo Sam e Air America.
Nel 1958, a 18 anni, ha sposato l'attrice Joan Patchen da cui ha avuto tre figli: Daniel, Matthew e Joshua.
Dopo il divorzio dalla moglie nel 1969, si risposò qualche mese dopo con l'attrice Katharine Houghton, nipote di Katharine Hepburn.

## Filmografia parziale

### Cinema
- Matewan, regia di John Sayles (1987)
- Vietnam - Verità da dimenticare (In Country), regia di Norman Jewison (1989)
- The Abyss, regia di James Cameron (1989)
- Air America, regia di Roger Spottiswoode (1990)
- Difesa ad oltranza - Last Dance (Last Dance), regia di Bruce Beresford (1996)
- Il coraggio della verità (Courage Under Fire), regia di Edward Zwick (1996)
- Decisione critica (Executive Decision), regia di Stuart Baird (1996)
- Ancora vivo - Last Man Standing (Last Man Standing), regia di Walter Hill (1996)
- Psycho, regia di Gus Van Sant (1998)
- L'ultimo sceriffo (The Last Marshal), regia di Mike Kirton (1999)
- Magic Numbers - Numeri magici (Lucky Numbers), regia di Nora Ephron (2000)
- Fuori in 60 secondi (Gone in Sixty Seconds), regia di Dominic Sena (2000) - non accreditato
- Il sarto di Panama (The Tailor of Panama), regia di John Boorman (2001)
- Mi chiamo Sam (I Am Sam), regia di Jessie Nelson (2001)
- Al vertice della tensione (The Sum of All Fears), regia di Phil Alden Robinson (2002)
- Home Room, regia di Paul F. Ryan (2002)
- Clockstoppers, regia di Jonathan Frakes (2002)
- I-Nasty, regia di Peter Byck - cortometraggio (2007)
- 5 Minutes to Midnight, regia di Eren Celeboglu - cortometraggio (2007)
- Welcome to Paradise, regia di Brent Huff (2007)

### Televisione
- Star Trek: The Next Generation - serie TV, episodio 3x01 (1989)
- Homefront - La guerra a casa - serie TV, 42 episodi (1991-2000)
- Guerra al virus (And the Band Played On), regia di Roger Spottiswoode - film TV (1993)
- L'ombra dello scorpione (The Stand) - miniserie TV (1994)
- Hiroshima, regia di Koreyoshi Kurahara e Roger Spottiswoode - film TV (1995)
- Beverly Hills 90210 - serie TV, 3 episodi (2000)
- In tribunale con Lynn (Family Law) - serie TV, 2 episodi (2000)
- All Souls - serie TV, 1 episodio (2001)
- X-Files (The X-Files) - serie TV, episodio 8x12 (2001)
- Scrubs - Medici ai primi ferri (Scrubs) - serie TV, 178 episodi (2001-2010) - Bob Kelso
- Fidel - La storia di un mito (Fidel), regia di David Attwood - film TV (2002)
- Scrubs: Interns - webserie (2009)
- House Husbands, regia di Lee Friedlander - film TV (2009)
- Cougar Town - serie TV, 10 episodi (2010-2015)
- All the Way – film TV, regia di Robert Schenkkan (2016)
- Una serie di sfortunati eventi (A Series of Unfortunate Events) - serie TV, 2 episodi (2018)
- Girls Weekend – film TV, regia di Kyra Sedgwick (2019)

## Doppiatori italiani
Nelle versioni in italiano delle opere in cui ha recitato, Ken Jenkins è stato doppiato da:
- Carlo Reali in Scrubs - Medici ai primi ferri, Cougar Town
- Dario Penne in Star Trek: The Next Generation, Clockstoppers
- Pietro Biondi in Mi chiamo Sam, X-Files
- Massimo Dapporto in Air America
- Sandro Sardone ne L'ombra dello scorpione
- Stefano De Sando in Hiroshima
- Carlo Sabatini in Homefront - La guerra a casa
- Renato Cortesi in Magic Numbers - Numeri magici
- Goffredo Matassi in Vietnam - Verità da dimenticare
- Sergio Tedesco in Guerra al virus
- Rino Bolognesi in Innamorati pazzi
- Franco Zucca in Ancora vivo
- Sergio Graziani in Decisione critica
- Bruno Alessandro in All the Way
- Emilio Cappuccio in Una serie di sfortunati eventi
- Saverio Moriones in Air America (ridoppiaggio)